# 靳润成
靳润成（1953年11月—），男，汉族，河北饶阳人（一作天津人），中华人民共和国政治人物，中国共产党党员，第十一届全国人民代表大会天津地区代表。

## 生平
靳润成毕业于复旦大学历史地理研究所。2008年，当选为全国人大代表。